# Molí nou de Calabuig i capella
El Molí nou de Calabuig i capella és una obra de Bàscara (Alt Empordà) inclosa a l'Inventari del Patrimoni Arquitectònic de Catalunya.

## Descripció
Situat a l'est del nucli urbà de la població de Bàscara i al nord del petit poble de Calabuig al qual pertany. Molt proper a la central hidroelèctrica, al molí vell i al riu Fluvià.
Gran casal de planta rectangular, format per diversos cossos, amb pati interior i capella. L'edifici principal, de planta quadrada, presenta la coberta plana a mode de terrat, amb una torre al mig probablement corresponent al badalot de l'escala. Presenta dos cossos adossats a la part posterior i està emmarcat per tres ales allargades que tanquen el conjunt, deixant un espai de pati quadrat al mig. El conjunt està distribuït en planta baixa, dos pisos i golfes. Majoritàriament, les obertures són rectangulars, les originals emmarcades amb maons i moltes d'altres restituïdes o transformades. L'accés a l'interior del recinte es fa a través de dos portals d'arc rebaixat, situats al centre de les ales de llevant i ponent, les quals presenten les cobertes planes utilitzades com a terrassa. L'edifici principal està coronat amb una àmplia cornisa de maons, damunt la que s'assenta la barana d'obra que delimita el terrat. A l'interior hi ha estances cobertes amb voltes de maó pla, situades a la planta baixa, tot i que majoritàriament han estat modificats. Al sud del recinte arquitectònic hi ha la capella de sant Nicolau, d'una sola nau de planta rectangular, amb contraforts als laterals. La façana principal presenta un portal d'arc de mig punt bastit amb maons, amb un gran rosetó enreixat amb la data de 1891. Està coronada amb un petit campanar d'espadanya, també de maons.
La construcció és bastida amb un aparell de còdols i pedra desbastada amb fragments de maons.

## Història
La casa, amb el jardí, les diverses construccions agrícoles annexes i la capella formen un atractiu conjunt construït per un indià que va fer fortuna. La construcció presenta modificacions i ampliacions posteriors. En els anys vuitanta va ser dividida en diversos habitatges de lloguer. Actualment, després d'una rehabilitació, acull una casa de colònies amb serveis de granja - escola.